# Берман, Барт
Барт Берман (нидерл. Bart Berman; род. 29 декабря 1938, Роттердам) — нидерландско-израильский пианист и композитор.

## Биография
Учился в Амстердамской консерватории у Яапа Спаандермана как пианист и у Бертуса ван Лиера как композитор, затем совершенствовался как пианист под руководством Тео Брёйнса и Альфреда Бренделя. В 1970 г. получил первый приз на конкурсе молодых исполнителей Gaudeamus.
Пианистическая специализация Бермана включает в себя произведения Баха, Гайдна, Моцарта и особенно Шуберта, а также музыку композиторов XX века, особенно голландских и израильских (в дискографии Бермана есть, например, CD «Композиторы из киббуца», 1985). Отдельный интерес Берман на протяжении всей карьеры проявляет к фортепианным дуэтам и пьесам для фортепиано в четыре руки.
Композиторское творчество Бермана в значительной степени является прямым продолжением исполнительского. Берману принадлежат оригинальные каденции для всех фортепианных концертов Гайдна, Моцарта и Бетховена. Кроме того, он написал завершения к оставшимся неоконченными произведениям композиторов прошлого: «Искусству фуги» Баха, Сонате для фортепиано в четыре руки Моцарта (K357), неоконченным фортепианным сонатам Шуберта, Сонате для альта Глинки и др.
Берман преподавал фортепиано в различных учебных заведениях Нидерландов и Израиля. Среди его учеников, в частности, Маргрит Элен и Дрор Элимелех.